# Tapes
Tapes és un gènere de mol·luscs bivalves de la família Veneridae. Es proper a Ruditapes i a Venerupis, i algunes espècies han estat classificades en un gènere o l'altre en algun moment.

## Taxonomia
El gènere Tapes inclou nou espècies:
- Tapes albomarginata Preston, 1908
- Tapes araneosus (Philippi, 1847)
- Tapes belcheri G. B. Sowerby II, 1852
- Tapes conspersus (Gmelin, 1791)
- Tapes literatus (Linnaeus, 1758)
- Tapes ngocae Thach, 2016
- Tapes platyptycha Pilsbry, 1901
- Tapes sericeus Matsukuma, 1986
- Tapes sulcarius (Lamarck, 1818)

Altres espècies que havien estat assignades al gènere Tapes han estat mogudes a altres gèneres.